# Vliegbasis Saki

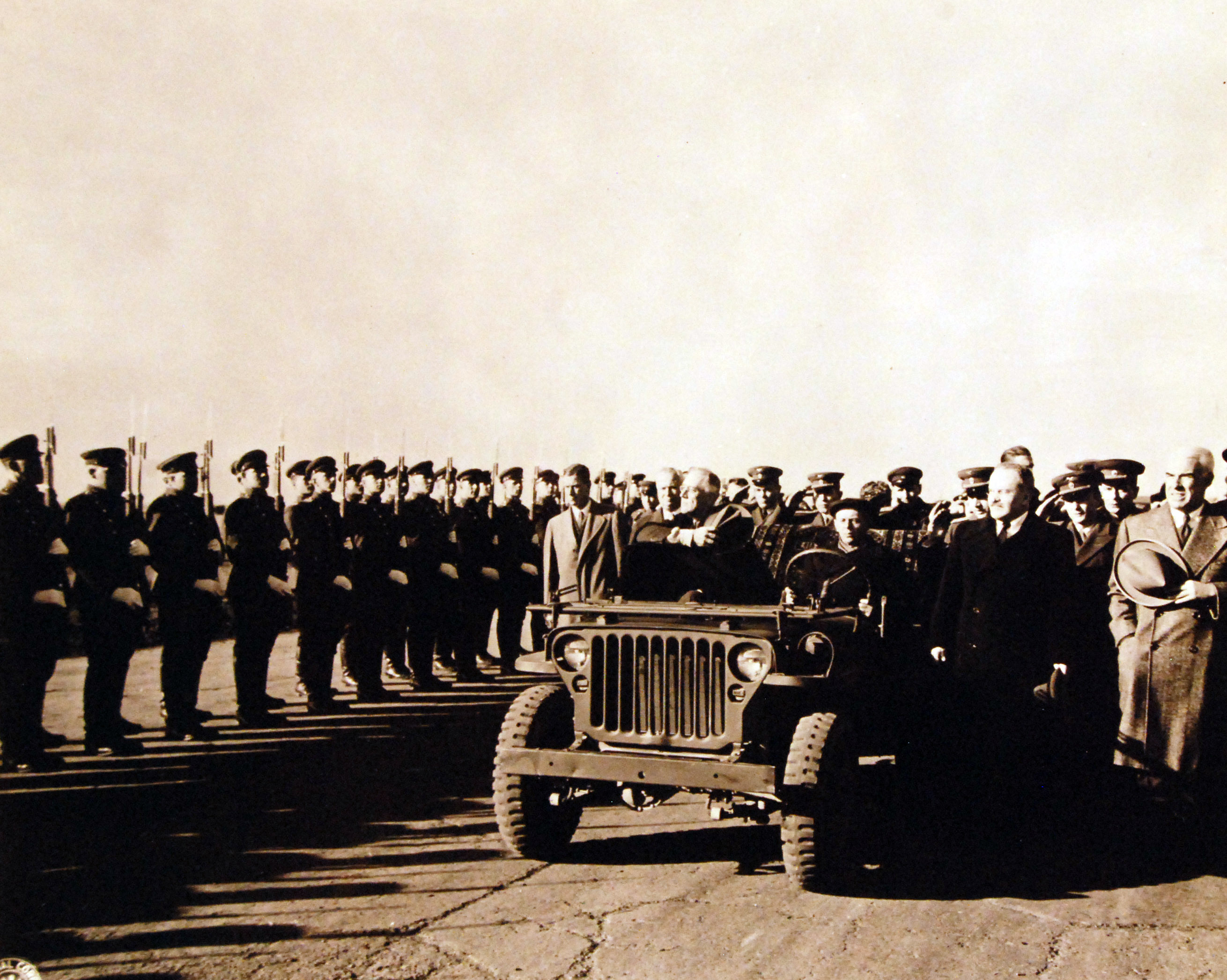
President Roosevelt op het vliegveld in februari 1944

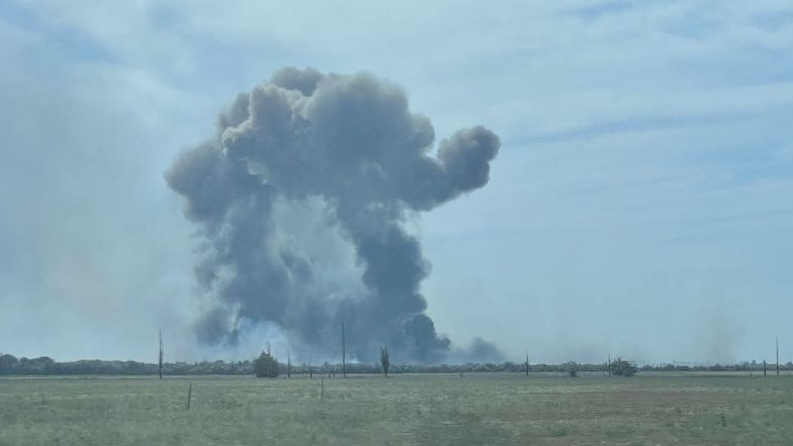
Rookwolken stijgen op van de basis na explosies op 9 augustus 2022

Vliegbasis Saki is een militaire basis in gebruik door de Russische marineluchtvaartdienst. Het ligt bij de plaats Novofedorivka op de Krim aan de Zwarte Zee. Het vliegveld ligt op zo'n drie kilometer van Saki en ongeveer 70 kilometer ten noorden van Sebastopol.

## Marinebasis
Het vliegveld behoorde tot 1991 tot de Sovjet marineluchtvaartdienst. Na het uiteenvallen van de Sovjet-Unie in 1991 kwam de basis in handen van de Oekraïense marine. In 2014 zijn de Krim en Novofedorivka de facto onderdeel geworden van de Russische Federatie. De internationale gemeenschap en Oekraïne erkennen deze annexatie niet en beschouwen het gehele gebied nog als deel van Oekraïne.
De vliegbasis heeft twee evenwijdige landingsbanen, deze liggen van zuidwest naar noordoost. Verder is er een kortere baan aangelegd voor de training van piloten voor vliegdekschepen. Verspreid over het terrein en met name in het noorden en westen zijn opstelplaatsen voor geparkeerde vliegtuigen. De vliegtuigen zijn dan aan drie zijden omringd door zandlichamen. Alleen de zijde naar de taxi- of startbaan is open. Er zijn geen verharde hangars voor de bescherming tegen vijandelijke aanvallen. De belangrijkste hangars en werkplaatsen staan ten westen van het landingsbanen.

## Geschiedenis
Het vliegveld werd aangelegd als een school voor piloten. Voor het uitbreken van de Tweede Wereldoorlog waren er Iljoesjin Il-4 bommenwerpers gestationeerd. In oktober 1941 naderden Duitse troepen het vliegveld en veroverden de basis. Zij gebruikten tot 1944 het vliegveld.
Voor de conferentie van Jalta in februari 1945 landden de vliegtuigen van president Franklin D. Roosevelt en premier Winston Churchill op het vliegveld.
Voor de Sovjet Zwarte Zeevloot was Saki een belangrijke luchtmachtbasis. De basis werd ook uitgebreid gebruikt voor de training van piloten die op een vliegdekschip gestationeerd zouden gaan worden. Op de basis werd typische apparatuur voor een vliegdekschip geïnstalleerd, en een replica op ware grootte van de skischans op de Admiraal Koeznetsov.
Na het uiteenvallen van de Sovjet-Unie huurde de Russische marine de basis van Oekraïne. In 2008, tijdens de Russisch-Georgische Oorlog, heeft de president van Oekraïne, Viktor Joesjtsjenko, het gebruik van de basis tijdelijk stilgelegd. Dit besluit werd in april 2010 teruggedraaid. Dit tijdelijke belet heeft de Russische marine gestimuleerd om de bouw te starten van een vergelijkbare faciliteit in Jejsk in de kraj Krasnodar bij de Zee van Azov.

### Russisch-Oekraïense oorlog
Tijdens de annexatie van de Krim in 2014 bezetten Russische troepen de basis. Oekraïne slaagde er wel in om op 5 maart een aantal van haar vliegtuigen naar bases op het vasteland van Oekraïne te verplaatsen.

### Explosies in augustus 2022
Op 9 augustus 2022, tijdens de Russische invasie van Oekraïne sinds 2022, vonden er verschillende explosies plaats op de vliegbasis. Uit satellietbeelden bleken er negen militaire vliegtuigen vernietigd te zijn waaronder Soe-30 gevechtstoestellen en Soe-24 bommenwerpers. Verder zijn gebouwen en munitieopslagplaatsen vernietigd.